# Алмак
Алмак — село в Казбековском районе Дагестана.
Образует муниципальное образование село Алмак со статусом сельского поселения как единственный населённый пункт в его составе.

## География
Расположено у подножья хребта Салатау, к югу от города Хасавюрт на правом берегу реки Акташ, рядом селом Буртунай, в 11 км к юго-западу от районного центра села Дылым.

## История
Название происходит от кумыкского: «Алмалы» — яблочный, но не исключена и вайнахская версия, где Алмак (Алмукхе) — «непокоренный» (вайнах.).
Автор «Гюлистани-Ирем» пишет, что царь Тимур, со стороны равнины вторгся в Чечню и разгромил бывший там город Алмак. Впоследствии селение было восстановлено переселенцами под старым названием. Первыми здесь поселились чеченцы отец и два сына его из Харачоя, которые спасались от кровной мести - отца звали Кекели, а сыновей Келерды и Келимат. Позже к ним стали перебираться в Алмак люди из Гумбета и других аварских обществ. Со временем семьи разрослись и появились целые тухумы, названия которых передавались из поколения в поколение и дошли до наших дней. Названия эти показывают их происхождение: Харайчу (из Харачоя), Данхал (из Дануха), Аркухал (из Артлуха), Квегерисел (из Кегера), Мунусел и т. д., краевед Расул Идрисов приводил следующие тукхумы авар. ХорейчӀилал (харачой), авар. Чункуриял (чунгрой), авар. Гъал-гъалал (ингушал), авар. Арсукъилал, авар. Бергъилал 3 из которых имеют чеченское происхождение. Во второй половине XVIII века (1770-е гг.) немецкий исследователь И. А. Гюльденштедт указал Алмак среди общего числа собственно кистинских селений.
Версия М.-С. Саидова: лингвист аварского языка М.-С. Саидов приводит интересные сведения;.."Алмак основан примерно в XVI веке, это самый первый населённый пункт, основанный аварцами на территории, ранее принадлежавшей Эндирейским князьям. От прямой подати алмахцы были освобождены, так как поселились они в Салатавии по предложению кумыкских князей, чтобы они (горцы) служили им как вассалы, в противовес Тарковскому шамхалу, который склонял к себе койсубулинцев".

Версия А. М. Буцковского: в начале XIX в. русский исследователь А. М. Буцковский называет крупное общество Аух и перечисляет в нём чеченские села, среди которых фигурирует и Алмак (чечен. А́лмакх)
Знаток истории Алмака бывший партийный и хозяйственный деятель У. Умарасхабов в своих воспоминаниях писал, что село основали двое чеченцев из тейпов харачой и чунгурой, которые бежали сюда из-за кровной мести, и что большинство алмакских племён чеченского происхождения.
Бывший партийный, советский работник и краевед Расул Идрисов в своей книге «Салатавия — моя гордость», изданной в Махачкале в 2005 году на аварском языке пишет, что во время нападения Тимура на Алмак и героического сопротивления жителей села агрессору в нём жили чеченцы. По всероссийской переписи населения в 1812 году, пишет тот же автор, в Алмаке говорили на чеченском языке. Микротопоминика Алмака и его окрестностей чеченского происхождения.
Во время депортации чеченцев в 1944 году в Среднюю Азию часть жителей села была переселена в чеченские сёла Юрт-Аух (современный Калининаул) и Акташ-Аух (современный Ленинаул)
Один из 5-ти тухумов Алмака имеют ингушские корни авар. Гъал-гъалал (ингушал).

## Население
| 1889  | 1926  | 1939  | 1959  | 1970  | 1989  | 2002  |
| ----- | ----- | ----- | ----- | ----- | ----- | ----- |
| 1192  | ↗2104 | ↘470  | ↗691  | ↗971  | ↗1114 | ↗1706 |
| 2010  | 2012  | 2013  | 2014  | 2015  | 2016  | 2017  |
| ↗1983 | ↗2040 | ↗2072 | ↗2113 | ↗2141 | ↗2165 | ↗2207 |
| 2018  | 2019  | 2020  | 2021  | 2023  | 2024  | 2025  |
| ↗2228 | ↗2260 | ↗2272 | ↗2389 | ↗2410 | ↗2421 | ↗2458 |

Национальный состав
По данным Всесоюзной переписи населения 1926 года:
| № | Национальность | Численность, чел. | Доля  |
| - | -------------- | ----------------- | ----- |
| 1 | аварцы         | 2104              | 100 % |

По данным Всероссийской переписи населения 2010 года:
| № | Национальность | Численность, чел. | Доля   |
| - | -------------- | ----------------- | ------ |
| 1 | аварцы         | 1969              | 99,3 % |
| 2 | другие         | 14                | 0,7 %  |

### Тухумы
В селе проживают следующие тукхумы:
- авар. ХорейчӀилал (харачой),
- авар. Чункуриял (чунгрой),
- авар. Гъал-гъалал (ингушал),
- авар. Арсукъилал,
- авар. Бергъилал[6].

## Хозяйство
В селе расположено крупнейшее на Кавказе оленеводческое хозяйство (бывший зверосовхоз). Оно занимается разведением пятнистых пантовых оленей и переработкой пантов.